# Нёй
Нёй (фр. Neuilh, окс. Nulh) — коммуна во Франции, находится в регионе Юг — Пиренеи. Департамент — Верхние Пиренеи. Входит в состав кантона Баньер-де-Бигор. Округ коммуны — Баньер-де-Бигор.
Код INSEE коммуны — 65328.

## География

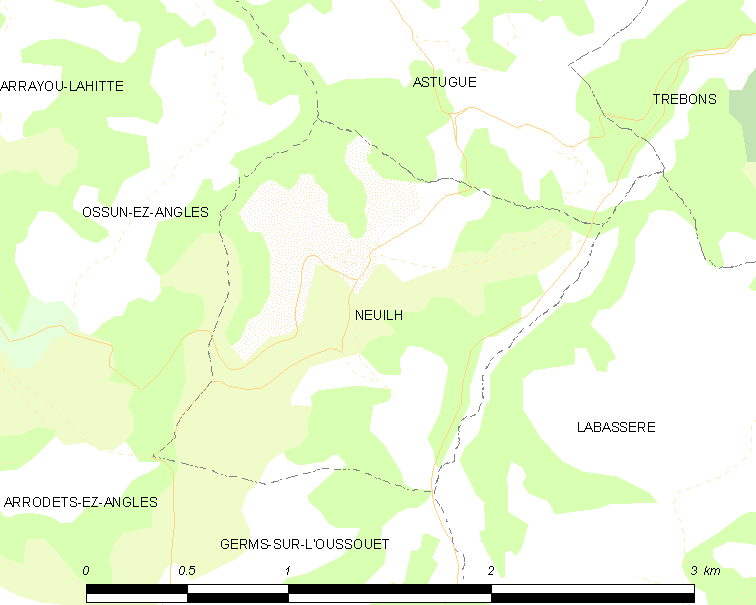
Карта коммуны

Коммуна расположена приблизительно в 670 км к югу от Парижа, в 130 км юго-западнее Тулузы, в 17 км к юго-востоку от Тарба.
На востоке коммуны протекает река Усуэт.

## Климат
Климат умеренно-океанический с солнечной тёплой погодой и обильными осадками на протяжении практически всего года.

## Население
Население коммуны на 2010 год составляло 109 человек.
| 1962 | 1968 | 1975 | 1982 | 1990 | 1999 | 2010 |
| ---- | ---- | ---- | ---- | ---- | ---- | ---- |
| 101  | 76   | 64   | 57   | 56   | 76   | 109  |

## Администрация
| Период | Период | Фамилия        | Партия | Примечания |
| ------ | ------ | -------------- | ------ | ---------- |
| 2001   | 2020   | Жерар Манвьель |        |            |

## Экономика
В 2010 году среди 74 человек трудоспособного возраста (15-64 лет) 54 были экономически активными, 20 — неактивными (показатель активности — 73,0 %, в 1999 году было 81,3 %). Из 54 активных жителей работали 43 человека (24 мужчины и 19 женщин), безработных было 11 (5 мужчин и 6 женщин). Среди 20 неактивных 11 человек были учениками или студентами, 3 — пенсионерами, 6 были неактивными по другим причинам.